# Lijst van presidenten van Mali
Dit is een lijst van presidenten van Mali.

## Presidenten van Mali (1960-heden)
| Nr. | President | President | Ambtstermijn                         | Partij          | Partij | Verkiezing |
| --- | --------- | --- | ------------------------------------ | --------------- | ------ | ---------- |
| 1   |           | Modibo Keïta (1915–1977)                                                                                               | 22 september 1960 - 19 november 1968 | US-RDA          |        | 1960       |
| 1   | 1964      | Modibo Keïta (1915–1977)                                                                                               | 22 september 1960 - 19 november 1968 | US-RDA          |        |            |
| 2   |           | Moussa Traoré (1936–2020)                                                                                              | 19 november 1968 - 26 maart 1991     | Militair / UDPM |        | 1979       |
| 2   | 1985      | Moussa Traoré (1936–2020)                                                                                              | 19 november 1968 - 26 maart 1991     | Militair / UDPM |        |            |
| –   |           | Amadou Toumani Touré (1948-2020) Interim                                                                               | 26 maart 1991 - 8 juni 1992          | Militair        |        |            |
| 3   |           | Alpha Oumar Konaré (1946)                                                                                              | 8 juni 1992 - 8 juni 2002            | ADEMA - PASJ    |        | 1992       |
| 3   | 1997      | Alpha Oumar Konaré (1946)                                                                                              | 8 juni 1992 - 8 juni 2002            | ADEMA - PASJ    |        |            |
| 4   |           | Amadou Toumani Touré (1948–2020)                                                                                       | 8 juni 2002 - 22 maart 2012          | Onafhankelijk   |        | 2002       |
| 4   | 2007      | Amadou Toumani Touré (1948–2020)                                                                                       | 8 juni 2002 - 22 maart 2012          | Onafhankelijk   |        |            |
| –   |           | Amadou Sanogo (1972 of 1973) Voorzitter van het Comité National pour la Restauration de la Démocratie et la République | 22 maart 2012 - 12 april 2012        | Militair        |        |            |
| –   |           | Dioncounda Traoré (1942) Interim                                                                                       | 12 april 2012 - 4 september 2013     | ADEMA - PASJ    |        |            |
| 5   |           | Ibrahim Boubacar Keïta (1945–2022)                                                                                     | 4 september 2013 - 19 augustus 2020  | RPM             |        | 2013       |
| 5   | 2018      | Ibrahim Boubacar Keïta (1945–2022)                                                                                     | 4 september 2013 - 19 augustus 2020  | RPM             |        |            |
| –   |           | Assimi Goïta (1983) | 19 augustus 2020 - 25 september 2020 | Militair        |        |            |
| –   |           | Bah N'Daw (1950) Interim                                                                                               | 25 september 2020 - 24 mei 2021      | Onafhankelijk   |        |            |
| –   |           | Assimi Goïta (1983) Interim                                                                                            | 24 mei 2021 - heden                  | Militair        |        |            |